# كأس رابطة الدول المستقلة 2008
كأس رابطة الدول المستقلة 2008 هو الموسم 16 من كأس رابطة الدول المستقلة. أقيم خلال الفترة 19 يناير 2008 وحتى 27 يناير 2008، وكان عدد الأندية المشاركة فيه 16، وفاز فيه نادي خزر لنكران.